# Cohabitació
|  | No s'ha de confondre amb Convivència. |

La cohabitació és un sistema de govern dividit que es dona en els sistemes semipresidencials, com França, sempre que el president pertany a un partit polític diferent del de la majoria dels membres del parlament. Es produeix perquè aquest sistema obliga el president a nomenar un primer ministre que sigui acceptable per al partit majoritari del parlament. Així doncs, la cohabitació es produeix a causa de la dualitat de l'executiu: un president triat de manera independent i un primer ministre que ha de ser acceptable tant per al president com per al legislatiu.